# Olympische Sommerspiele 1996/Teilnehmer (Schweiz)
| Gelbes Symbol für Goldmedaillen mit stilisierten Olympischen Ringen | Graues Symbol für Silbermedaillen mit stilisierten Olympischen Ringen | Braundes Symbol für Bronzemedaillen mit stilisierten Olympischen Ringen |
| ------------------------------------------------------------------- | --------------------------------------------------------------------- | ----------------------------------------------------------------------- |
| 4                                                                   | 3                                                                     | —                                                                       |

Die Schweiz nahm bei den Olympischen Sommerspielen 1996 in der US-amerikanischen Metropole Atlanta mit 114 Sportlern, 43 Frauen und 71 Männern, in 17 Sportarten teil.
Seit 1896 war es die 23. Teilnahme der Schweiz bei Olympischen Sommerspielen. Damit war die Schweiz eine von fünf Nationen, die bis dahin bei allen Olympischen Sommerspielen teilgenommen hatte.

## Fahnenträger
Der Handballer Stefan Schärer trug die Fahne der Schweiz während der Eröffnungsfeier am 19. Juli im Centennial Olympic Stadium.

## Medaillengewinner
Mit vier gewonnenen Gold- und drei Silbermedaillen belegte das Team der Schweiz Platz 18 im Medaillenspiegel.

### Gold
| Name/n                    | Sportart | Wettkampf                   |
| ------------------------- | -------- | --------------------------- |
| Pascal Richard            | Radsport | Strassenrennen, Einzel      |
| Xeno Müller               | Rudern   | Einer                       |
| Michael Gier, Markus Gier | Rudern   | Leichtgewichts-Doppelzweier |
| Donghua Li                | Turnen   | Seitpferd                   |

### Silber
| Name/n                                                             | Sportart | Wettkampf                       |
| ------------------------------------------------------------------ | -------- | ------------------------------- |
| Ingrid Haralamow, Daniela Baumer, Sabine Eichenberger, Gabi Müller | Kanu     | Frauen, Vierer-Kajak, 500 Meter |
| Thomas Frischknecht                                                | Radsport | Mountainbike, Cross-Country     |
| Willi Melliger                                                     | Reiten   | Springreiten, Einzel            |

## Teilnehmer nach Sportarten

### Badminton
- Thomas Wapp
Einzel: 17. Platz
Mixed, Doppel: 17. Platz

- Santi Wibowo
Frauen, Einzel: 17. Platz
Mixed, Doppel: 17. Platz

### Fechten
- Nic Bürgin
Degen, Einzel: 21. Platz

- Olivier Jacquet
Degen, Einzel: 34. Platz

- Gianna Hablützel-Bürki
Frauen, Degen, Einzel: 11. Platz
Frauen, Degen, Mannschaft: 9. Platz

- Michèle Wolf-Starzynski
Frauen, Degen, Einzel: 43. Platz
Frauen, Degen, Mannschaft: 9. Platz

- Sandra Kenel
Frauen, Degen, Einzel: 45. Platz
Frauen, Degen, Mannschaft: 9. Platz

### Handball
- Männerteam
8. Platz

- Kader
Carlos Lima
Christian Meisterhans
Daniel Spengler
Marc Baumgartner
Matthias Zumstein
Nick Christen
René Barth
Robbie Kostadinovich
Rolf Dobler
Roman Brunner
Stefan Schärer
Urs Schärer

### Judo
- Isabelle Schmutz
Frauen, Halbleichtgewicht: 18. Platz

### Kanu
- Peter Matti
Doppel-Canadier, Slalom: 9. Platz

- Ueli Matti
Doppel-Canadier: 9. Platz

- Ingrid Haralamow-Raimann
Frauen, Einer-Kajak, 500 Meter: 8. Platz
Frauen, Zweier-Kajak, 500 Meter: Halbfinal
Frauen, Vierer-Kajak, 500 Meter: Silber

- Daniela Baumer
Frauen, Zweier-Kajak, 500 Meter: Halbfinal
Frauen, Vierer-Kajak, 500 Meter: Silber

- Sabine Eichenberger
Frauen, Vierer-Kajak, 500 Meter: Silber

- Gabi Müller
Frauen, Vierer-Kajak, 500 Meter: Silber

- Sandra Friedli
Frauen, Einer-Kajak, Slalom: 13. Platz

- Nagwa El Desouki
Frauen, Einer-Kajak, Slalom: 26. Platz

### Leichtathletik
- Stefan Burkart
100 Meter: Vorläufe

- Alain Reimann
200 Meter: Vorläufe

- Matthias Rusterholz
400 Meter: Viertelfinal
4 × 400 Meter: Halbfinal

- Laurent Clerc
400 Meter: Vorläufe
4 × 400 Meter: Halbfinal

- André Bucher
800 Meter: Halbfinal

- Peter Philipp
1500 Meter: Vorläufe

- Marcel Schelbert
400 Meter Hürden: Vorläufe

- Kevin Widmer
4 × 400 Meter: Halbfinal

- Alain Rohr
4 × 400 Meter: Halbfinal

- Pascal Charrière
50 Kilometer Gehen: 31. Platz

- Philipp Huber
Zehnkampf: 28. Platz

- Mireille Donders
Frauen, 100 Meter: Vorläufe
Frauen, 200 Meter: Vorläufe

- Corinne Simasotchi
Frauen, 400 Meter: Vorläufe

- Anita Weyermann
Frauen, 5000 Meter: 14. Platz

- Daria Nauer
Frauen, 10'000 Meter: Vorläufe

- Ursula Jeitziner
Frauen, 10'000 Meter: Vorläufe

- Franziska Rochat-Moser
Frauen, Marathon: 18. Platz

- Nelly Glauser
Frauen, Marathon: 34. Platz

- Julie Rocheleau-Baumann
Frauen, 100 Meter Hürden: Halbfinal

- Michèle Schenk
Frauen, 400 Meter Hürden: Halbfinal

- Martina Stoop
Frauen, 400 Meter Hürden: Vorläufe

- Sieglinde Cadusch
Frauen, Hochsprung: 19. Platz in der Qualifikation

- Patricia Nadler
Frauen, Siebenkampf: 23. Platz

### Moderner Fünfkampf
- Philipp Waeffler
Einzel: 29. Platz

### Radsport

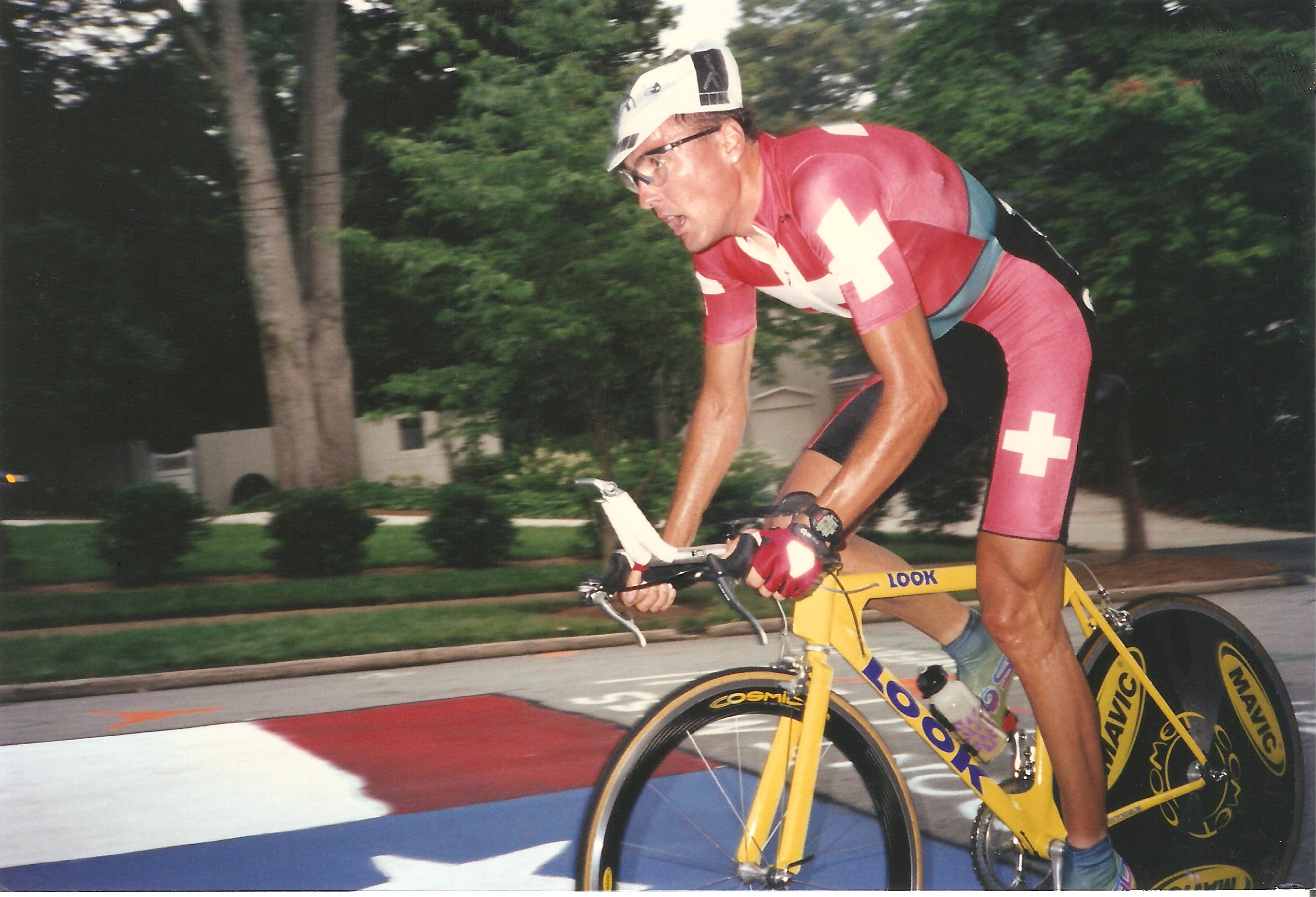
Alex Zülle während des Einzelzeitfahrens

- Pascal Richard
Strassenrennen, Einzel: Gold

- Beat Zberg
Strassenrennen: 52. Platz

- Alex Zülle
Strassenrennen: 104. Platz
Einzelzeitfahren: 7. Platz

- Rolf Järmann
Strassenrennen: 105. Platz

- Thomas Frischknecht
Strassenrennen: 110. Platz
Mountainbike, Cross-Country: Silber

- Tony Rominger
Einzelzeitfahren: 5. Platz

- Bruno Risi
Punkterennen: 11. Platz

- Beat Wabel
Mountainbike, Cross-Country: 14. Platz

- Barbara Heeb
Frauen, Strassenrennen, Einzel: 8. Platz

- Yvonne Schnorf
Frauen, Strassenrennen, Einzel: 13. Platz

- Diana Rast
Frauen, Strassenrennen, Einzel: 15. Platz
Frauen, Einzelzeitfahren: 15. Platz

- Daniela Gassmann
Frauen, Mountainbike, Cross-Country: 12. Platz

- Silvia Fürst
Frauen, Mountainbike, Cross-Country: 16. Platz

### Reiten
- Christine Stückelberger
Dressur, Einzel: 17. Platz
Dressur, Mannschaft: 6. Platz

- Hans Staub
Dressur, Einzel: 27. Platz
Dressur, Mannschaft: 6. Platz

- Eva Senn
Dressur, Einzel: 33. Platz
Dressur, Mannschaft: 6. Platz

- Barbara von Grebel-Schiendorfer
Dressur, Einzel: 47. Platz
Dressur, Mannschaft: 6. Platz

- Willi Melliger
Springreiten, Einzel: Silber 
Springreiten, Mannschaft: 6. Platz

- Urs Fäh
Springreiten, Einzel: 5. Platz
Springreiten, Mannschaft: 6. Platz

- Beat Mändli
Springreiten, Einzel: 11. Platz
Springreiten, Mannschaft: 6. Platz

- Markus Fuchs
Springreiten, Einzel: 65. Platz in der Qualifikation
Springreiten, Mannschaft: 6. Platz

- Heinz Wehrli
Vielseitigkeit, Mannschaft: 10. Platz

- Christoph Meier
Vielseitigkeit, Mannschaft: 10. Platz

- Marius Marro
Vielseitigkeit, Mannschaft: 10. Platz

### Ringen
- Urs Bürgler
Schwergewicht, griechisch-römisch: 11. Platz

- Martin Müller
Federgewicht, Freistil: 20. Platz

### Rudern
- Xeno Müller
Einer: Gold

- René Benguerel
Doppelvierer: 5. Platz

- Michael Erdlen
Doppelvierer: 5. Platz

- Ueli Bodenmann
Doppelvierer: 5. Platz

- Simon Stürm
Doppelvierer: 5. Platz

- Markus Gier
Leichtgewichts-Doppelzweier: Gold

- Michael Gier
Leichtgewichts-Doppelzweier: Gold

- Michael Bänninger
Leichtgewichts-Vierer ohne Steuermann: 11. Platz

- Mathias Binder
Leichtgewichts-Vierer ohne Steuermann: 11. Platz

- Markus Feusi
Leichtgewichts-Vierer ohne Steuermann: 11. Platz

- Nicolai Kern
Leichtgewichts-Vierer ohne Steuermann: 11. Platz

### Schiessen
- Michel Ansermet
Schnellfeuerpistole: 12. Platz

- Urs Tobler
Schnellfeuerpistole: 12. Platz

- Andi Zumbach
Luftgewehr: 28. Platz
Kleinkaliber, Dreistellungskampf: 32. Platz
Kleinkaliber, liegend: 26. Platz

- Kurt Koch
Kleinkaliber, liegend: 20. Platz

- Xavier Bouvier
Trap: 20. Platz

- Gaby Bühlmann
Frauen, Luftgewehr: 13. Platz
Frauen, Kleinkaliber, Dreistellungskampf: 9. Platz

- Sabina Fuchs
Frauen, Luftgewehr: 13. Platz
Frauen, Kleinkaliber, Dreistellungskampf: 22. Platz

### Schwimmen
- Dominique Diezi
Frauen, 50 Meter Freistil: 32. Platz
Frauen, 4 × 100 Meter Freistil: 17. Platz
Frauen, 4 × 200 Meter Freistil: 16. Platz

- Sandrine Paquier
Frauen, 100 Meter Freistil: 36. Platz
Frauen, 4 × 100 Meter Freistil: 17. Platz
Frauen, 4 × 200 Meter Freistil: 16. Platz

- Chantal Strasser
Frauen, 200 Meter Freistil: 38. Platz
Frauen, 400 Meter Freistil: 35. Platz
Frauen, 4 × 200 Meter Freistil: 16. Platz

- Lara Preacco
Frauen, 4 × 100 Meter Freistil: 17. Platz

- Nicole Zahnd
Frauen, 4 × 100 Meter Freistil: 17. Platz
Frauen, 4 × 200 Meter Freistil: 16. Platz

### Segeln
- Christopher Rast
470er: 30. Platz

- Jean-Pierre Ziegert
470er: 30. Platz

- Patrick Thorens
Tornado: 10. Platz

- Stéphane Wohnlich
Tornado: 10. Platz

- Nicole Meylan-Levecque
Europe: 15. Platz

### Tennis
- Marc Rosset
Einzel: 9. Platz

- Martina Hingis
Frauen, Einzel: 17. Platz
Frauen, Doppel: 5. Platz

- Patty Schnyder
Frauen, Einzel: 33. Platz
Frauen, Doppel: 5. Platz

### Tischtennis
- Tu Dai Yong
Frauen, Einzel: 9. Platz

### Turnen
- Donghua Li
Einzelmehrkampf: 48. Platz in der Qualifikation
Barren: 68. Platz in der Qualifikation
Boden: 76. Platz in der Qualifikation
Pferdsprung: 83. Platz in der Qualifikation
Reck: 67. Platz in der Qualifikation
Ringe: 92. Platz in der Qualifikation
Seitpferd: Gold

- Michael Engeler
Einzelmehrkampf: 53. Platz in der Qualifikation
Barren: 46. Platz in der Qualifikation
Boden: 88. Platz in der Qualifikation
Pferdsprung: 69. Platz in der Qualifikation
Reck: 55. Platz in der Qualifikation
Ringe: 81. Platz in der Qualifikation
Seitpferd: 74. Platz in der Qualifikation

- Erich Wanner
Einzelmehrkampf: 60. Platz in der Qualifikation
Barren: 89. Platz in der Qualifikation
Boden: 61. Platz in der Qualifikation
Pferdsprung: 69. Platz in der Qualifikation
Reck: 83. Platz in der Qualifikation
Ringe: 74. Platz in der Qualifikation
Seitpferd: 94. Platz in der Qualifikation

- Pascale Grossenbacher
Frauen, Einzelmehrkampf: 59. Platz in der Qualifikation
Frauen, Boden: 74. Platz in der Qualifikation
Frauen, Pferdsprung: 85. Platz in der Qualifikation
Frauen, Schwebebalken: 70. Platz in der Qualifikation
Frauen, Stufenbarren: 62. Platz in der Qualifikation